# Roggalspitze
Roggalspitze är en bergstopp i Österrike.   Den ligger i distriktet Bludenz och förbundslandet Vorarlberg, i den västra delen av landet, 500 km väster om huvudstaden Wien. Toppen på Roggalspitze är 2 673 meter över havet, eller 89 meter över den omgivande terrängen. Bredden vid basen är 0,20 km.
Terrängen runt Roggalspitze är bergig åt sydväst, men åt nordost är den kuperad. Närmaste större samhälle är Mittelberg, 17,7 km norr om Roggalspitze. 
Trakten runt Roggalspitze består i huvudsak av gräsmarker. Runt Roggalspitze är det ganska glesbefolkat, med 47 invånare per kvadratkilometer.